# Nofollow
nofollow је вредност која се додељује ХТМЛ атрибутима као елемент којим се наређује веб претраживачима да не следе те линкове и не ранкују их на индексу веб претраживача.
Служи за борбу против спама веб претраживача, чиме се побољшава квалитет резултата веб претраживача и спречава индексирање спам сајтова. 